# Szaromy
Szaromy (ros. Шаромы) – wieś w Rosji, w Kraju Kamczackim, w rejonie milkowskim. W 2021 liczyła 435 mieszkańców.